# Dép tông

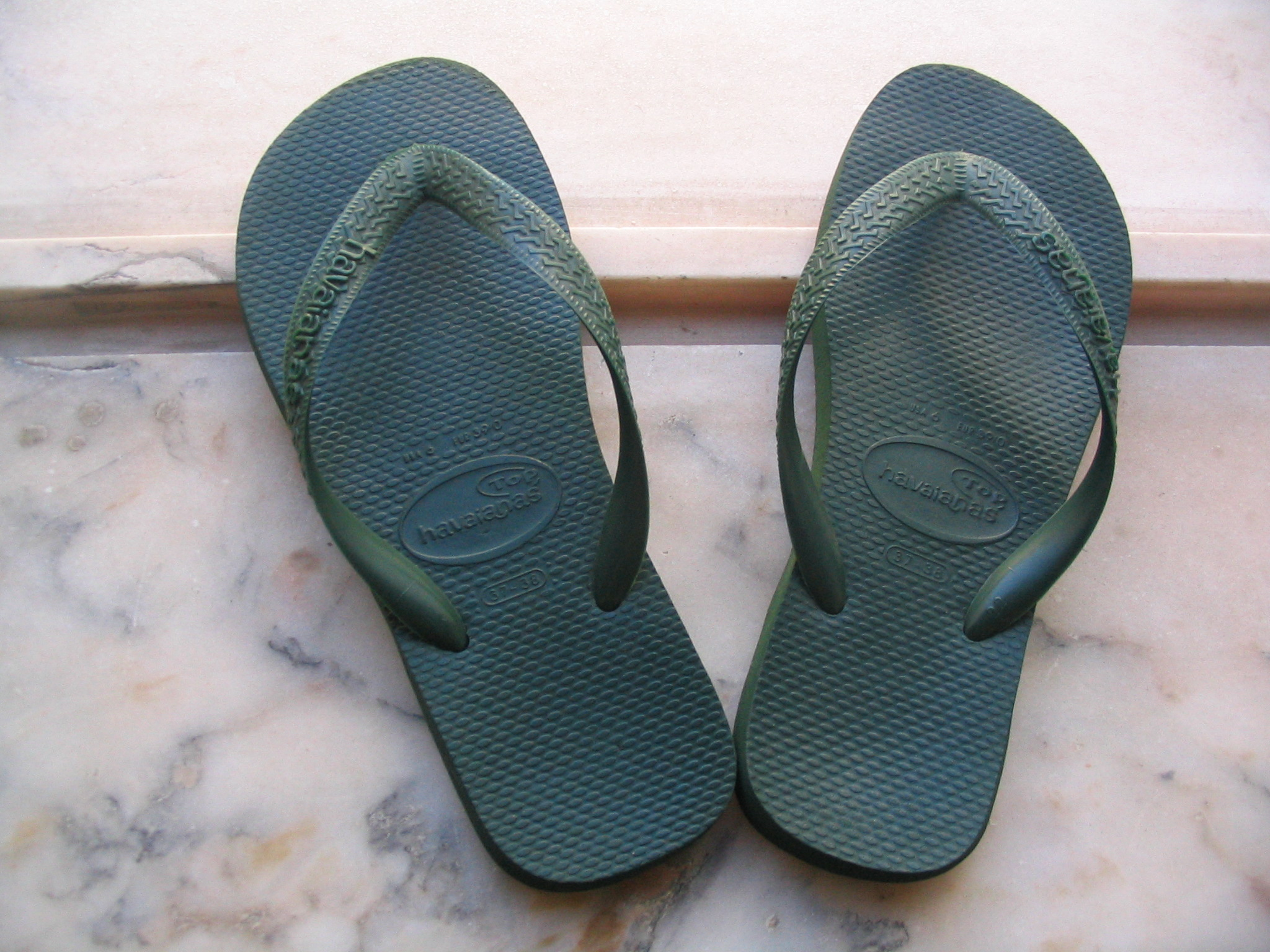
Một đôi dép tông

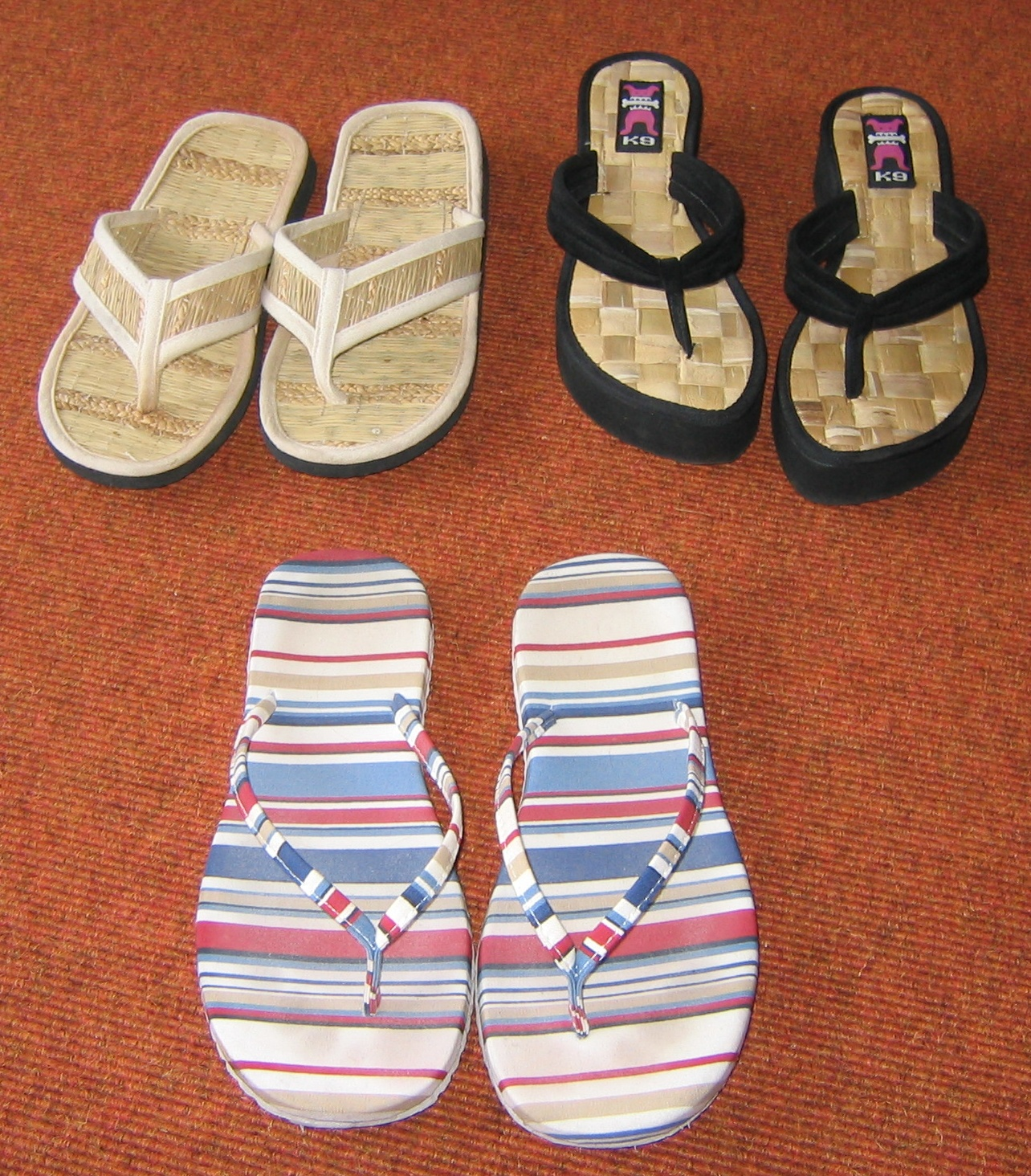
Vài loại dép khác nhau

Dép tông hay còn gọi là dép xỏ ngón, dép lào là một loại đồ đi chân khá thoáng mát, mỗi chiếc dép tông bao gồm một cái đế bằng và một cái quai hình chữ Y để người đi dép xỏ kẽ chân giữa ngón chân cái và ngón chân bên cạnh vào. Do đó dép tông ôm một cách lỏng lẻo vào chân nhưng vẫn khó có thể tuột ra.

## Sử dụng và thời trang

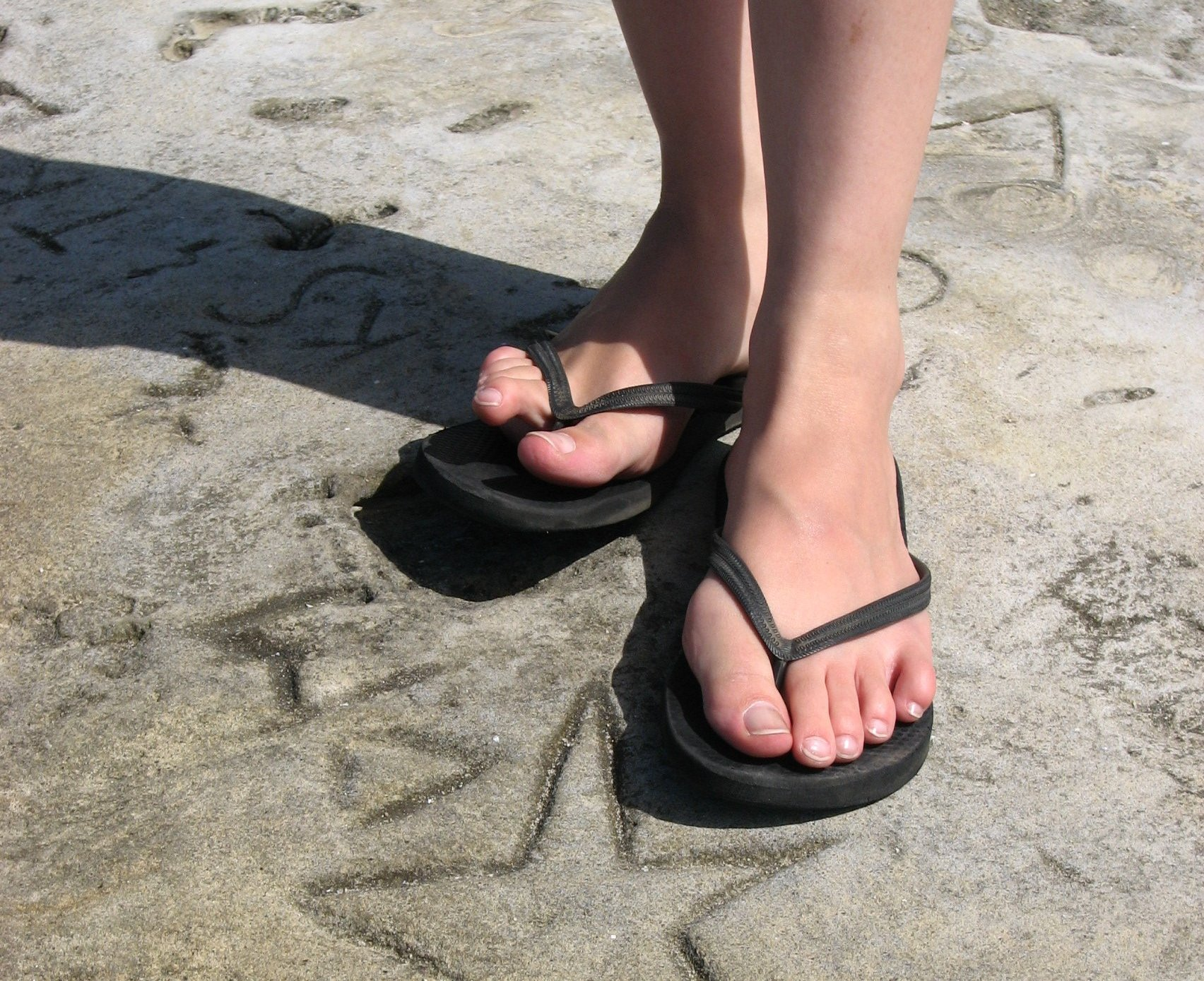
Dép tông được gắn chặt vào bàn chân nhờ một cái quai bằng vải xuyên giữa 2 ngón chân.